# Teixeiras
Teixeiras is een gemeente in de Braziliaanse deelstaat Minas Gerais. De gemeente telt 12.187 inwoners (schatting 2009).

## Aangrenzende gemeenten
De gemeente grenst aan Amparo da Serra, Guaraciaba, Pedra do Anta, Ponte Nova, São Miguel do Anta en Viçosa.